# Jihoarabská federace
Jihoarabská federace byl britský protektorát v letech 1962 až 1967. V roce 1962 byla utvořena z Federace jihoarabských emirátů, ke které se o rok později připojila Adenská kolonie. V roce 1967 tu byla po odchodu Britů společně s jihoarabským protektorátem vyhlášena Jihojemenská lidová republika. Od roku 1990 je součástí Jemenské republiky.

## Dějiny
V roce 1832 získali Britové území v jižní části a zejména strategický přístav Aden a na velké části jižního Jemenu ustanovili v roce 1886 protektorát. Na rozdíl od jihu byl Severní Jemen pevněji připoután k Osmanské říší, ale po povstání, které tu v roce 1911 proběhlo, získala oblast severního Jemenu značnou autonomii a po první světové válce se tam ustanovilo nezávislé Jemenské království. Aden a okolí byl britskou kolonií, respektive protektorátem (ostatní území). Smlouvou z roku 1934 Spojené království uznalo nezávislý Severní Jemen, který se naopak zřekl ambicí na připojení jižního Jemenu.

### Adenský protektorát
Britové jihojemenské (nebo jihoarabské) državy spravovali jako součást Bombajské prezidence resp. Britské Indie až do roku 1937 poté v letech 1937-1957 jako samostatně spravovanou korunní kolonii Adenská kolonie a Adenský protektorát (který existoval už od roku 1886), který byl rozdělen na dva celky: Západoadenský protektorát a Východoadenský protektorát (většina na území Hadhramount).

### Utvoření federace
Ze Západoadenského protektorátu se pak utvořila v letech 1959 - 1962 Federace jihoarabských knížectví, ze které vznikla právě Jihoarabská federace, ke které se v roce 1963 připojila Adenskou kolonií. V roce se jako 17 stát federace připojil sultanán Horní Aulaqi. Většina území bývalého Východoadenského protektorátu utvořila tzv. Jihoarabský protektorát.

### Zánik federace
Od roku 1963 vedla na území Jižního Jemenu, nacházejícího se pod britskou správou, Národně osvobozenecká fronta ozbrojený boj proti koloniální vládě. V důsledku této aktivity a v souvislosti se Suezskou krizí opustili Britové dne 28. listopadu 1967 toto území. O dva dny později byla na teritoriu Jihoarabské federace a Jihoarabského protektorátu vyhlášena Jihojemenská lidová republika, čímž Jihoarabská federace zanikla.

## Členové federace
- Stát Aden
- Šejchát Alawi
- Šejchát Aqrabi
- Sultanát Audhali
- Beihan
- Dathina
- Dhala
- Fadhli
- Haushabi
- Lahej
- Lower Aulaqi
- Lower Yafa
- Šejchát Maflahi (část sultanátu Horní Jafa)
- Shaib
- Upper Aulaqi Sheikhdom
- Upper Aulaqi Sultanate
- Wahidi (Wahidi Balhaf)